# Sticteulima
Genre
Synonymes
- Lentigobalcis Habe, 1961[1]

Sticteulima est un genre de mollusques gastéropodes au sein de la famille Eulimidae. Les espèces rangées dans ce genre sont marines et parasitent des échinodermes ; l'espèce type est Sticteulima cameroni.

## Distribution
Les espèces sont présentes dans l'océan Pacifique, notamment sur les côtes de Nouvelle-Galles du Sud en Australie.

## Liste d'espèces
Selon World Register of Marine Species (28 août 2017) :
- Sticteulima amamiensis (Habe, 1961)
- Sticteulima ariel (A. Adams, 1861)
- Sticteulima australiensis (Thiele, 1930)
- Sticteulima badia (Watson, 1897)
- Sticteulima cameroni Laseron, 1955
- Sticteulima constellata (Melvill, 1898)
- Sticteulima fuscopunctata (E. A. Smith, 1890)
- Sticteulima incidenta (Laseron, 1955)
- Sticteulima interrupta (A. Adams, 1864)
- Sticteulima jeffreysiana (Brusina, 1869)
- Sticteulima lata Bouchet & Warén, 1986
- Sticteulima lentiginosa (A. Adams, 1861)
- Sticteulima piperata (Sowerby, 1901)
- Sticteulima piperita (Hedley, 1909)
- Sticteulima plenicolora Raines, 2003
- Sticteulima portensis (Laseron, 1955)
- Sticteulima richteri Engl, 1997
- Sticteulima spreta (A. Adams, 1864)
- Sticteulima wareni Engl, 1997